# کورن گریفین
جان چارلز «کورن» گریفین، (۲۴ ژوئیه ۱۹۱۱–۹ ژانویه ۱۹۷۳) یک بوکسور سنگین‌وزن آمریکایی بود که این عنوان از ۱۹۳۰ تا ۱۹۳۶ به طول انجامید تا اینکه در روز به یاد ماندنی ۱۴ ژوئن ۱۹۳۴ توسط جیمز جی بردادوک ناک اوت شد. فیلم سینمایی مرد سیندرلایی (به انگلیسی: Cinderella Man) با نقش آفرینی راسل کرو و کارگردانی ران هاوارد، به این موضوع می‌پردازد.